# Vie et mort de Jean Chalosse
Vie et mort de Jean Chalosse, de son titre complet Vie et mort de Jean Chalosse, moutonnier des Landes, est un roman de Roger Boussinot paru en 1976.

## Genèse
Dans sa jeunesse, Roger Boussinot étudie au lycée Michel-Montaigne à Bordeaux. Pour s’y rendre, il longe la faculté de médecine et y observe un inconnu allongé sur le parvis pendant de nombreuses années, avant qu’il ne disparaisse sans que personne ait connu son identité. Son image demeure dans l’esprit de l’écrivain, journaliste, critique et réalisateur, jusqu’en 1976, quand il décide d'imaginer la vie de cet inconnu dans un roman, Vie et mort de Jean Chalosse.

## Résumé
Jean, dit Chalosse, est un échassier landais menant son troupeau de mouton entre les Pyrénées et la Gironde. C’est le derniers témoins du système agropastoral dans les Landes de Gascogne, disparu avec la loi relative à l'assainissement et à la mise en culture des Landes de Gascogne. Après le remplacement des Landes de Gascogne par une forêt agro-industrielle, il termine sa vie sur un trottoir bordelais.

## Accueil critique
Lors de sa parution en 1976, le roman reçoit un bon accueil de la part de la critique et du grand public. Il reçoit le grand prix des lectrices de Elleen de 1976.

## Éditions
- Vie et mort de Jean Chalosse, moutonnier des Landes, Paris, France Loisirs, 1976, 233 p. (présentation en ligne)
- Vie et mort de Jean Chalosse, moutonnier des Landes, Paris, Éditions Robert Laffont, 1976, 233 p. (ISBN 2-221-07151-4, présentation en ligne)
- Vie et mort de Jean Chalosse, moutonnier des Landes, Paris, Le Livre de poche (Hachette Livre), 1977, 220 p. (ISBN 2-253-01658-6, présentation en ligne)
- Vie et mort de Jean Chalosse, moutonnier des Landes, Paris, Éditions Robert Laffont, 2008, 226 p. (ISBN 2-221-07151-4, présentation en ligne)
- Vie et mort de Jean Chalosse moutonnier des Landes, Pau, Éditions Cairn, 2017, 174 p. (ISBN 978-2-35068-590-8, présentation en ligne)

## Adaptation
En 1980, le roman est adapté à la télévision, sous la forme d’une série de quatre épisodes réalisée par Gérard Vergès et parue à partir du 19 septembre sur Antenne 2,. Plusieurs landais participent au tournage lors de l’hiver 1979-1980 à l’écomusée de la Grande Lande à Sabres, à Roquefort et à Saint-Justin. Le 7 novembre 2017, la première partie de la série est projetée au cinéma du Grand Club à Mont-de-Marsan et suivie d’un débat animé par Jean Tucoo-Chala, conservateur honoraire de l’écomusée de la grande Lande et présent lors du tournage.